# Quận Bond, Illinois
Quận Bond là một quận nằm trong tiểu bang Illinois, Hoa Kỳ. Quận này là một phần của vùng đô thị St. Louis. Trong năm 2006, dân số quận là 18.055 người. Theo điều tra dân số năm 2000, dân số là 17.633 người. quận lỵ của nó là Greenville, Illinois6.
Quận Bond được thành lập vào năm 1817 tư quận Madison, Illinois. Nó được đặt tên cho Shadrach Bond, người sau đó đã được các đại biểu từ Lãnh thổ Illinois vào Quốc hội Hoa Kỳ, và những người đã trở thành thống đốc đầu tiên của Illinois, nhiệm kỳ 1818-1822.

## Nhân khẩu
Theo điều tra dân số 2 năm 2000, quận đã có dân số 17.633 người, 6.155 hộ gia đình, và 4.345 gia đình sống trong quận hạt. Mật độ dân số là 46 người trên một dặm Anh vuông (18/km ²). Có 6.690 đơn vị nhà ở với mật độ trung bình là 18 trên một dặm Anh vuông (7/km ²). Cơ cấu chủng tộc của dân cư sinh sống trong quận bao gồm 90,74% người da trắng, 7,41% da đen hay Mỹ gốc Phi, 0,46% người Mỹ bản xứ, 0,26% châu Á, Thái Bình Dương 0,05%, 0,37% từ các chủng tộc khác, và 0,72% từ hai hoặc nhiều chủng tộc. 1,43% dân số là người Hispanic hay Latino thuộc một chủng tộc nào. 37,0% là người gốc Đức, 14,5% người Mỹ, 11,0% người gốc Anh và 8,6% gốc Ailen theo điều tra dân số năm 2000. 97,2% nói người gốc Anh và 2,3% tiếng Tây Ban Nha là ngôn ngữ đầu tiên của họ.

Tòa án Quận Bond trong GreenvilleThere được 6.155 hộ, trong đó 32,10% có trẻ em dưới 18 tuổi sống chung với họ, 59,10% là đôi vợ chồng sống với nhau, 8,10% có một chủ hộ nữ không có mặt chồng, và 29,40% là không gia đình. 25,60% hộ gia đình đã được tạo ra từ các cá nhân và 12,80% có người sống một mình 65 tuổi hoặc lớn hơn. Cỡ hộ trung bình là 2,47 và cỡ gia đình trung bình là 2,97.
Tháp tuổi dân cư sinh sống trong quận với tỷ lệ như sau: 21,90% dưới độ tuổi 18, 11,60% 18-24, 29,40% 25-44, 22,40% từ 45 đến 64, và 14,70% từ 65 tuổi trở lên người. Độ tuổi trung bình là 37 năm. Đối với mỗi 100 nữ có 116,30 nam giới. Đối với mỗi 100 nữ 18 tuổi trở lên, đã có 119,60 nam giới.
Thu nhập trung bình cho một hộ gia đình trong quận đã đạt mức USD 37.680, và thu nhập trung bình cho một gia đình là USD 45.413. Phái nam có thu nhập trung bình USD 31.849 so với 21.295 USD của phái nữ. Thu nhập bình quân đầu người đạt mức 17.947 USD. Có 6,70% gia đình và 9,30% dân số sống dưới mức nghèo khổ, bao gồm 10,70% những người dưới 18 tuổi và 8,60% của những người 65 tuổi hoặc hơn.